# Cyclophora irrufata
Cyclophora irrufata är en fjärilsart som beskrevs av W. Warren 1905. Cyclophora irrufata ingår i släktet Cyclophora och familjen mätare. Inga underarter finns listade i Catalogue of Life.